# 内特·德隆
内森·J·德隆（英語：Nathan J. DeLong，1926年1月5日—2010年5月5日），美国NBA联盟前职业篮球运动员。